# 天野一
天野 一（あまの はじめ、1942年11月25日 - ）は、日本の政治家。静岡県議会議員。元静岡県議会議長。

## 学歴・経歴
静岡市生まれ。静岡市立城内小学校、静岡市立城内中学校を経て、1961年（昭和36年）静岡県立静岡高等学校卒業。青山学院大学経済学部卒業。静岡県の最年長県会議員。
静岡市議会議員（3期）、静岡県議会議員 当選9回。静岡市葵区選出。第101代県議会議長（2008年5月から2009年5月まで）。静岡県レクリエーション協会会長、公益社団法人静岡県茶業会議所理事、静岡県人権・地域改善推進会会長。

## 所属委員会等
- 厚生委員会 委員
- NPO法人日中環境経済中心顧問。

## 事務所
静岡市葵区馬場町9　田辺ビル3階

## 参考資料等
- 『静岡新聞』各号地方欄。
- 『建通新聞』静岡版各号